# Clásica Jaén Paraíso Interior 2024
Clásica Jaén Paraíso Interior 2024 var den 3. udgave af det spanske cykelløb Clásica Jaén Paraíso Interior. Det 158,3 km lange linjeløb blev kørt den 12. februar 2024 med start i Baeza og mål i Úbeda. Løbet var en del af UCI Europe Tour 2024.
Løbet blev vundet af spanske Oier Lazkano fra Movistar Team.

## Resultat
| \| Samlede stilling \| Samlede stilling \| Samlede stilling \| Samlede stilling \| Samlede stilling \| \| Rytter \| Rytter \| Hold \| Tid \| \| \| ---------------- \| ------------------ \| -------------------------- \| ---------------- \| ---------------- \| \| 1. \| Oier Lazkano \| Movistar Team \| 3t 43' 50" \| \| \| 2. \| Bastien Tronchon \| Decathlon-AG2R La Mondiale \| + 28" \| \| \| 3. \| Jan Tratnik \| Team Visma \\| Lease a Bike \| + 28" \| \| \| 4. \| Tim Wellens \| UAE Team Emirates \| + 28" \| \| \| 5. \| Nicolas Prodhomme \| Decathlon-AG2R La Mondiale \| + 42" \| \| \| 6. \| Sepp Kuss \| Team Visma \\| Lease a Bike \| + 47" \| \| \| 7. \| Michał Kwiatkowski \| Ineos Grenadiers \| + 1' 22" \| \| \| 8. \| Carlos Canal \| Movistar Team \| + 1' 22" \| \| \| 9. \| Cedric Beullens \| Lotto Dstny \| + 1' 22" \| \| \| 10. \| Marc Soler \| UAE Team Emirates \| + 1' 22" \| \| |                    |                            |            |
| |                    |                            |            |
| Kilde: ProCyclingStats |                    |                            |            |
| Samlede stilling |                    |                            |            |
| Rytter | Rytter             | Hold                       | Tid        |
| 1. | Oier Lazkano       | Movistar Team              | 3t 43' 50" |
| 2. | Bastien Tronchon   | Decathlon-AG2R La Mondiale | + 28"      |
| 3. | Jan Tratnik        | Team Visma \| Lease a Bike | + 28"      |
| 4. | Tim Wellens        | UAE Team Emirates          | + 28"      |
| 5. | Nicolas Prodhomme  | Decathlon-AG2R La Mondiale | + 42"      |
| 6. | Sepp Kuss          | Team Visma \| Lease a Bike | + 47"      |
| 7. | Michał Kwiatkowski | Ineos Grenadiers           | + 1' 22"   |
| 8. | Carlos Canal       | Movistar Team              | + 1' 22"   |
| 9. | Cedric Beullens    | Lotto Dstny                | + 1' 22"   |
| 10. | Marc Soler         | UAE Team Emirates          | + 1' 22"   |

## Hold og ryttere
| UCI WorldTeams (5)- Decathlon-AG2R La Mondiale - Ineos Grenadiers - Movistar Team - Team Visma \| Lease a Bike - UAE Team Emirates UCI ProTeams (7)- Burgos-BH - Caja Rural-Seguros RGA - Euskaltel-Euskadi - Equipo Kern Pharma - Lotto Dstny - Q36.5 Pro Cycling Team - Team Flanders-Baloise UCI Kontinentalhold (2)- Illes Balears Arabay Cycling - Lidl-Trek Future Racing |
| |

### Danske ryttere
| Danske ryttere på startlisten |                   |                         |           |
| Rygnummer                     | Rytter            | Hold                    | Placering |
| 44                            | Mathias Norsgaard | Movistar Team           | DNF       |
| 55                            | Martin Pedersen   | Lidl-Trek Future Racing | DNF       |

* DNF = gennemførte ikke

### Startliste
| UAE Team Emirates UAD | UAE Team Emirates UAD | UAE Team Emirates UAD |
| --------------------- | --------------------- | --------------------- |
| Nr.                   | Rytter                | Placering             |
| 1                     | Juan Ayuso (ESP)      | 20.                   |
| 2                     | Igor Arrieta (ESP)    | 25.                   |
| 3                     | Marc Soler (ESP)      | 10.                   |
| 4                     | Domen Novak (SLO)     | DNF                   |
| 5                     | Alessandro Covi (ITA) | 18.                   |
| 6                     | Tim Wellens (BEL)     | 4.                    |
| 7                     | Sjoerd Bax (NED)      | DNF                   |

| Team Visma \| Lease a Bike TVL | Team Visma \| Lease a Bike TVL | Team Visma \| Lease a Bike TVL |
| ------------------------------ | ------------------------------ | ------------------------------ |
| Nr.                            | Rytter                         | Placering                      |
| 11                             | Wout van Aert (BEL)            | 45.                            |
| 12                             | Sepp Kuss (USA)                | 6.                             |
| 13                             | Robert Gesink (NED)            | DNF                            |
| 14                             | Tim van Dijke (NED)            | DNF                            |
| 15                             | Per Strand Hagenes (NOR)       | DNF                            |
| 16                             | Julien Vermote (BEL)           | DNF                            |
| 17                             | Jan Tratnik (SLO)              | 3.                             |

| Ineos Grenadiers IGD | Ineos Grenadiers IGD     | Ineos Grenadiers IGD |
| -------------------- | ------------------------ | -------------------- |
| Nr.                  | Rytter                   | Placering            |
| 21                   | Carlos Rodríguez (ESP)   | 19.                  |
| 22                   | Michał Kwiatkowski (POL) | 7.                   |
| 23                   | Andrew August (USA)      | DNF                  |
| 24                   | Omar Fraile (ESP)        | 21.                  |
| 25                   | Salvatore Puccio (ITA)   | DNF                  |
| 26                   | Ben Turner (GBR)         | 42.                  |
| 27                   | Michael Leonard (CAN)    | DNF                  |

| Decathlon-AG2R La Mondiale DAT | Decathlon-AG2R La Mondiale DAT | Decathlon-AG2R La Mondiale DAT |
| ------------------------------ | ------------------------------ | ------------------------------ |
| Nr.                            | Rytter                         | Placering                      |
| 31                             | Jordan Labrosse (FRA)          | DNF                            |
| 32                             | Valentin Retailleau (FRA)      | 26.                            |
| 33                             | Paul Lapeira (FRA)             | DNF                            |
| 34                             | Sander De Pestel (BEL)         | 44.                            |
| 35                             | Nicolas Prodhomme (FRA)        | 5.                             |
| 36                             | Bastien Tronchon (FRA)         | 2.                             |
| 37                             | Andrea Vendrame (ITA)          | 15.                            |

| Movistar Team MOV | Movistar Team MOV                  | Movistar Team MOV |
| ----------------- | ---------------------------------- | ----------------- |
| Nr.               | Rytter                             | Placering         |
| 41                | Iván García Cortina (ESP)          | 27.               |
| 42                | Gonzalo Serrano (ESP)              | 28.               |
| 43                | Oier Lazkano (ESP) (landevej)      | 1.                |
| 44                | Mathias Norsgaard (DEN)            | DNF               |
| 45                | Iván Romeo (ESP)                   | 12.               |
| 46                | Gregor Mühlberger (AUT) (landevej) | 23.               |
| 47                | Carlos Canal (ESP)                 | 8.                |

| Lidl-Trek Future Racing LTF | Lidl-Trek Future Racing LTF   | Lidl-Trek Future Racing LTF |
| --------------------------- | ----------------------------- | --------------------------- |
| Nr.                         | Rytter                        | Placering                   |
| 51                          | Amanuel Ghebreigzabhier (ERI) | 34.                         |
| 52                          | Cole Kessler (USA)            | DNF                         |
| 53                          | Matteo Milan (ITA)            | DNF                         |
| 54                          | Liam O'Brien (IRL)            | DNF                         |
| 55                          | Martin Pedersen (DEN)         | DNF                         |
| 56                          | Cameron Rogers (AUS)          | DNF                         |
| 57                          | Axandre Van Petegem (BEL)     | DNF                         |

| Euskaltel-Euskadi EUS | Euskaltel-Euskadi EUS   | Euskaltel-Euskadi EUS |
| --------------------- | ----------------------- | --------------------- |
| Nr.                   | Rytter                  | Placering             |
| 61                    | Xabier Berasategi (ESP) | DNF                   |
| 62                    | Enekoitz Azparren (ESP) | DNF                   |
| 63                    | Unai Cuadrado (ESP)     | DNF                   |
| 64                    | Mikel Iturria (ESP)     | 41.                   |
| 65                    | Luis Ángel Maté (ESP)   | 29.                   |
| 66                    | Iker Mintegi (ESP)      | DNF                   |
| 67                    | Gotzon Martín (ESP)     | 33.                   |

| Equipo Kern Pharma EKP | Equipo Kern Pharma EKP      | Equipo Kern Pharma EKP |
| ---------------------- | --------------------------- | ---------------------- |
| Nr.                    | Rytter                      | Placering              |
| 71                     | Urko Berrade (ESP)          | DNF                    |
| 72                     | Pablo Castrillo (ESP)       | 13.                    |
| 73                     | Ibon Ruiz (ESP)             | DNF                    |
| 74                     | Jorge Gutiérrez (ESP)       | DNF                    |
| 75                     | Eugenio Sánchez López (ESP) | DNF                    |
| 76                     | Diego Uriarte (ESP)         | DNF                    |
| 77                     | Martí Márquez (ESP)         | DNF                    |

| Burgos-BH BBH | Burgos-BH BBH                     | Burgos-BH BBH |
| ------------- | --------------------------------- | ------------- |
| Nr.           | Rytter                            | Placering     |
| 81            | José Manuel Díaz (ESP)            | 14.           |
| 82            | Jetse Bol (NED)                   | DNF           |
| 83            | Eric Fagúndez (URU)               | 38.           |
| 84            | Sinuhé Fernández (ESP)            | 36.           |
| 85            | Geórgios Boúglas (GRE) (landevej) | DNF           |
| 86            | Sebastián Mora (ESP)              | DNF           |
| 87            | Karel Vacek (CZE)                 | DNF           |

| Caja Rural-Seguros RGA CJR | Caja Rural-Seguros RGA CJR     | Caja Rural-Seguros RGA CJR |
| -------------------------- | ------------------------------ | -------------------------- |
| Nr.                        | Rytter                         | Placering                  |
| 91                         | Fernando Barceló (ESP)         | 16.                        |
| 92                         | Jefferson Alveiro Cepeda (ECU) | 43.                        |
| 93                         | Samuel Fernández (ESP)         | DNF                        |
| 94                         | David González López (ESP)     | 31.                        |
| 95                         | Joseba López (ESP)             | DNF                        |
| 96                         | Orluis Aular (VEN) (landevej)  | DNF                        |
| 97                         | Joel Nicolau (ESP)             | 24.                        |

| Team Flanders-Baloise TFB | Team Flanders-Baloise TFB | Team Flanders-Baloise TFB |
| ------------------------- | ------------------------- | ------------------------- |
| Nr.                       | Rytter                    | Placering                 |
| 101                       | Jules Hesters (BEL)       | DNF                       |
| 102                       | Victor Vercouillie (BEL)  | DNF                       |
| 103                       | Kamiel Bonneu (BEL)       | DNF                       |
| 104                       | Toon Clynhens (BEL)       | 37.                       |
| 105                       | Elias Maris (BEL)         | DNF                       |
| 106                       | Yentl Vandevelde (BEL)    | DNF                       |
| 107                       | Ward Vanhoof (BEL)        | 30.                       |

| Lotto Dstny LTD | Lotto Dstny LTD          | Lotto Dstny LTD |
| --------------- | ------------------------ | --------------- |
| Nr.             | Rytter                   | Placering       |
| 111             | Cedric Beullens (BEL)    | 9.              |
| 112             | Sébastien Grignard (BEL) | 40.             |
| 113             | Jacopo Guarnieri (ITA)   | DNF             |
| 114             | Mathijs Paasschens (NED) | 35.             |
| 115             | Eduardo Sepúlveda (ARG)  | 39.             |
| 116             | Arnaud De Lie (BEL)      | DNF             |

| Q36.5 Pro Cycling Team Q36 | Q36.5 Pro Cycling Team Q36         | Q36.5 Pro Cycling Team Q36 |
| -------------------------- | ---------------------------------- | -------------------------- |
| Nr.                        | Rytter                             | Placering                  |
| 121                        | David de la Cruz (ESP)             | 32.                        |
| 122                        | Gianluca Brambilla (ITA)           | 11.                        |
| 123                        | Marcel Camprubí (ESP)              | DNF                        |
| 124                        | Mark Donovan (GBR)                 | 17.                        |
| 125                        | Filippo Conca (ITA)                | 22.                        |
| 126                        | Joey Rosskopf (USA)                | DNF                        |
| 127                        | Nickolas Zukowsky (CAN) (landevej) | DNF                        |

| Illes Balears Arabay Cycling IBA | Illes Balears Arabay Cycling IBA | Illes Balears Arabay Cycling IBA |
| -------------------------------- | -------------------------------- | -------------------------------- |
| Nr.                              | Rytter                           | Placering                        |
| 131                              | Sergi Darder (ESP)               | DNF                              |
| 132                              | Edgar Curto (ESP)                | DNF                              |
| 133                              | Arnau Gilabert (ESP)             | DNF                              |
| 134                              | Joan Albert Riera (ESP)          | DNF                              |
| 135                              | Asier Pablo González (ESP)       | DNF                              |
| 136                              | Pau Llaneras (ESP)               | DNF                              |
| 137                              | Alex Molenaar (NED)              | DNF                              |

| UAE Team Emirates UAD | UAE Team Emirates UAD | UAE Team Emirates UAD |
| --------------------- | --------------------- | --------------------- |
| Nr.                   | Rytter                | Placering             |
| 1                     | Juan Ayuso (ESP)      | 20.                   |
| 2                     | Igor Arrieta (ESP)    | 25.                   |
| 3                     | Marc Soler (ESP)      | 10.                   |
| 4                     | Domen Novak (SLO)     | DNF                   |
| 5                     | Alessandro Covi (ITA) | 18.                   |
| 6                     | Tim Wellens (BEL)     | 4.                    |
| 7                     | Sjoerd Bax (NED)      | DNF                   |

| Team Visma \| Lease a Bike TVL | Team Visma \| Lease a Bike TVL | Team Visma \| Lease a Bike TVL |
| ------------------------------ | ------------------------------ | ------------------------------ |
| Nr.                            | Rytter                         | Placering                      |
| 11                             | Wout van Aert (BEL)            | 45.                            |
| 12                             | Sepp Kuss (USA)                | 6.                             |
| 13                             | Robert Gesink (NED)            | DNF                            |
| 14                             | Tim van Dijke (NED)            | DNF                            |
| 15                             | Per Strand Hagenes (NOR)       | DNF                            |
| 16                             | Julien Vermote (BEL)           | DNF                            |
| 17                             | Jan Tratnik (SLO)              | 3.                             |

| Ineos Grenadiers IGD | Ineos Grenadiers IGD     | Ineos Grenadiers IGD |
| -------------------- | ------------------------ | -------------------- |
| Nr.                  | Rytter                   | Placering            |
| 21                   | Carlos Rodríguez (ESP)   | 19.                  |
| 22                   | Michał Kwiatkowski (POL) | 7.                   |
| 23                   | Andrew August (USA)      | DNF                  |
| 24                   | Omar Fraile (ESP)        | 21.                  |
| 25                   | Salvatore Puccio (ITA)   | DNF                  |
| 26                   | Ben Turner (GBR)         | 42.                  |
| 27                   | Michael Leonard (CAN)    | DNF                  |

| Decathlon-AG2R La Mondiale DAT | Decathlon-AG2R La Mondiale DAT | Decathlon-AG2R La Mondiale DAT |
| ------------------------------ | ------------------------------ | ------------------------------ |
| Nr.                            | Rytter                         | Placering                      |
| 31                             | Jordan Labrosse (FRA)          | DNF                            |
| 32                             | Valentin Retailleau (FRA)      | 26.                            |
| 33                             | Paul Lapeira (FRA)             | DNF                            |
| 34                             | Sander De Pestel (BEL)         | 44.                            |
| 35                             | Nicolas Prodhomme (FRA)        | 5.                             |
| 36                             | Bastien Tronchon (FRA)         | 2.                             |
| 37                             | Andrea Vendrame (ITA)          | 15.                            |

| Movistar Team MOV | Movistar Team MOV                  | Movistar Team MOV |
| ----------------- | ---------------------------------- | ----------------- |
| Nr.               | Rytter                             | Placering         |
| 41                | Iván García Cortina (ESP)          | 27.               |
| 42                | Gonzalo Serrano (ESP)              | 28.               |
| 43                | Oier Lazkano (ESP) (landevej)      | 1.                |
| 44                | Mathias Norsgaard (DEN)            | DNF               |
| 45                | Iván Romeo (ESP)                   | 12.               |
| 46                | Gregor Mühlberger (AUT) (landevej) | 23.               |
| 47                | Carlos Canal (ESP)                 | 8.                |

| Lidl-Trek Future Racing LTF | Lidl-Trek Future Racing LTF   | Lidl-Trek Future Racing LTF |
| --------------------------- | ----------------------------- | --------------------------- |
| Nr.                         | Rytter                        | Placering                   |
| 51                          | Amanuel Ghebreigzabhier (ERI) | 34.                         |
| 52                          | Cole Kessler (USA)            | DNF                         |
| 53                          | Matteo Milan (ITA)            | DNF                         |
| 54                          | Liam O'Brien (IRL)            | DNF                         |
| 55                          | Martin Pedersen (DEN)         | DNF                         |
| 56                          | Cameron Rogers (AUS)          | DNF                         |
| 57                          | Axandre Van Petegem (BEL)     | DNF                         |

| Euskaltel-Euskadi EUS | Euskaltel-Euskadi EUS   | Euskaltel-Euskadi EUS |
| --------------------- | ----------------------- | --------------------- |
| Nr.                   | Rytter                  | Placering             |
| 61                    | Xabier Berasategi (ESP) | DNF                   |
| 62                    | Enekoitz Azparren (ESP) | DNF                   |
| 63                    | Unai Cuadrado (ESP)     | DNF                   |
| 64                    | Mikel Iturria (ESP)     | 41.                   |
| 65                    | Luis Ángel Maté (ESP)   | 29.                   |
| 66                    | Iker Mintegi (ESP)      | DNF                   |
| 67                    | Gotzon Martín (ESP)     | 33.                   |

| Equipo Kern Pharma EKP | Equipo Kern Pharma EKP      | Equipo Kern Pharma EKP |
| ---------------------- | --------------------------- | ---------------------- |
| Nr.                    | Rytter                      | Placering              |
| 71                     | Urko Berrade (ESP)          | DNF                    |
| 72                     | Pablo Castrillo (ESP)       | 13.                    |
| 73                     | Ibon Ruiz (ESP)             | DNF                    |
| 74                     | Jorge Gutiérrez (ESP)       | DNF                    |
| 75                     | Eugenio Sánchez López (ESP) | DNF                    |
| 76                     | Diego Uriarte (ESP)         | DNF                    |
| 77                     | Martí Márquez (ESP)         | DNF                    |

| Burgos-BH BBH | Burgos-BH BBH                     | Burgos-BH BBH |
| ------------- | --------------------------------- | ------------- |
| Nr.           | Rytter                            | Placering     |
| 81            | José Manuel Díaz (ESP)            | 14.           |
| 82            | Jetse Bol (NED)                   | DNF           |
| 83            | Eric Fagúndez (URU)               | 38.           |
| 84            | Sinuhé Fernández (ESP)            | 36.           |
| 85            | Geórgios Boúglas (GRE) (landevej) | DNF           |
| 86            | Sebastián Mora (ESP)              | DNF           |
| 87            | Karel Vacek (CZE)                 | DNF           |

| Caja Rural-Seguros RGA CJR | Caja Rural-Seguros RGA CJR     | Caja Rural-Seguros RGA CJR |
| -------------------------- | ------------------------------ | -------------------------- |
| Nr.                        | Rytter                         | Placering                  |
| 91                         | Fernando Barceló (ESP)         | 16.                        |
| 92                         | Jefferson Alveiro Cepeda (ECU) | 43.                        |
| 93                         | Samuel Fernández (ESP)         | DNF                        |
| 94                         | David González López (ESP)     | 31.                        |
| 95                         | Joseba López (ESP)             | DNF                        |
| 96                         | Orluis Aular (VEN) (landevej)  | DNF                        |
| 97                         | Joel Nicolau (ESP)             | 24.                        |

| Team Flanders-Baloise TFB | Team Flanders-Baloise TFB | Team Flanders-Baloise TFB |
| ------------------------- | ------------------------- | ------------------------- |
| Nr.                       | Rytter                    | Placering                 |
| 101                       | Jules Hesters (BEL)       | DNF                       |
| 102                       | Victor Vercouillie (BEL)  | DNF                       |
| 103                       | Kamiel Bonneu (BEL)       | DNF                       |
| 104                       | Toon Clynhens (BEL)       | 37.                       |
| 105                       | Elias Maris (BEL)         | DNF                       |
| 106                       | Yentl Vandevelde (BEL)    | DNF                       |
| 107                       | Ward Vanhoof (BEL)        | 30.                       |

| Lotto Dstny LTD | Lotto Dstny LTD          | Lotto Dstny LTD |
| --------------- | ------------------------ | --------------- |
| Nr.             | Rytter                   | Placering       |
| 111             | Cedric Beullens (BEL)    | 9.              |
| 112             | Sébastien Grignard (BEL) | 40.             |
| 113             | Jacopo Guarnieri (ITA)   | DNF             |
| 114             | Mathijs Paasschens (NED) | 35.             |
| 115             | Eduardo Sepúlveda (ARG)  | 39.             |
| 116             | Arnaud De Lie (BEL)      | DNF             |

| Q36.5 Pro Cycling Team Q36 | Q36.5 Pro Cycling Team Q36         | Q36.5 Pro Cycling Team Q36 |
| -------------------------- | ---------------------------------- | -------------------------- |
| Nr.                        | Rytter                             | Placering                  |
| 121                        | David de la Cruz (ESP)             | 32.                        |
| 122                        | Gianluca Brambilla (ITA)           | 11.                        |
| 123                        | Marcel Camprubí (ESP)              | DNF                        |
| 124                        | Mark Donovan (GBR)                 | 17.                        |
| 125                        | Filippo Conca (ITA)                | 22.                        |
| 126                        | Joey Rosskopf (USA)                | DNF                        |
| 127                        | Nickolas Zukowsky (CAN) (landevej) | DNF                        |

| Illes Balears Arabay Cycling IBA | Illes Balears Arabay Cycling IBA | Illes Balears Arabay Cycling IBA |
| -------------------------------- | -------------------------------- | -------------------------------- |
| Nr.                              | Rytter                           | Placering                        |
| 131                              | Sergi Darder (ESP)               | DNF                              |
| 132                              | Edgar Curto (ESP)                | DNF                              |
| 133                              | Arnau Gilabert (ESP)             | DNF                              |
| 134                              | Joan Albert Riera (ESP)          | DNF                              |
| 135                              | Asier Pablo González (ESP)       | DNF                              |
| 136                              | Pau Llaneras (ESP)               | DNF                              |
| 137                              | Alex Molenaar (NED)              | DNF                              |